# Lagoa dos Três Cantos
Lagoa dos Três Cantos é um município brasileiro do estado do Rio Grande do Sul. Seu atual prefeito é Sergio Lasch, do União Brasil (UNIÃO), eleito em 2024 com 58,96% dos votos válidos.

## Geografia
Localiza-se a uma latitude 28º34'15" sul e a uma longitude 52º51'28" oeste, estando a uma altitude de 482 metros. Sua população em 2010, segundo IBGE, era de 1 598 habitantes. Distância da Capital: 290 quilômetros. Situa-se no Planalto Médio - Microrregião do Alto Jacuí, fazendo divisa com Tapera, Não-Me-Toque, Victor Graeff, Selbach e Colorado. Sua área territorial é de 138,64 km².

## Língua regional
O dialeto alemão Riograndenser Hunsrückisch falado por milhares de habitantes do estado do Rio Grande do Sul desde há quase duzentos anos (bem como falado em estados e países adjacentes), faz parte da história de Lagoa dos Três Cantos. Em 2012 a câmara dos deputados do estado votou em unanimade a favor do reconhecimento official do Riograndenser Hunsrückisch, o dialeto alemão mais falado no Brasil, e com a maior concentração de falantes no Rio Grande do Sul, como parte do patrimônio cultural imaterial a ser preservado e protegido. Na verdade este reconhecimento se dá devido a um trabalho que vem sendo efetivado desde há longos anos por iniciativa individual, comunitária, de linguistas e academicos, como por exemplo o professor Dr. Cléo Vilson Altenhofen da Universidade Federal do Rio Grande do Sul (UFRGS). Hoje este dialeto também é reconhecido internacionalmente como uma língua em perigo de extinção e, presentemente, cresce a conscientização popular da necessidade reverter este diagnóstico. Tradicionalmente o dialeto manteve-se em grande parte um língua ágrafa (sem produção escrita em larga escala), apoiando-se no uso centenário do alemão padrão (Hochdeutsch) para tal; hoje existem crescentes iniciativas de produzir textos escritos no Hunsrückisch brasileiro para ajudar na sua preservação.